# Universität Genua

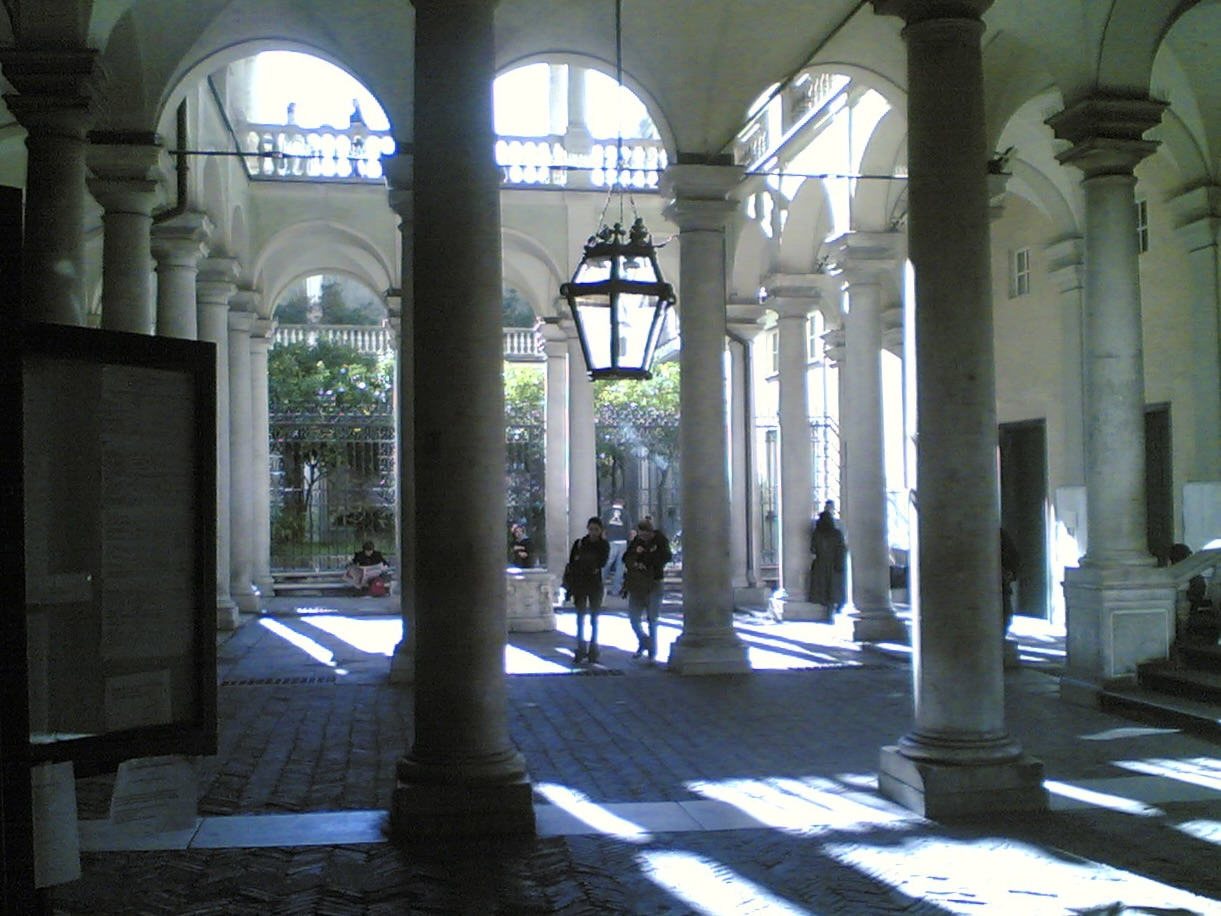
Fakultät für Literatur

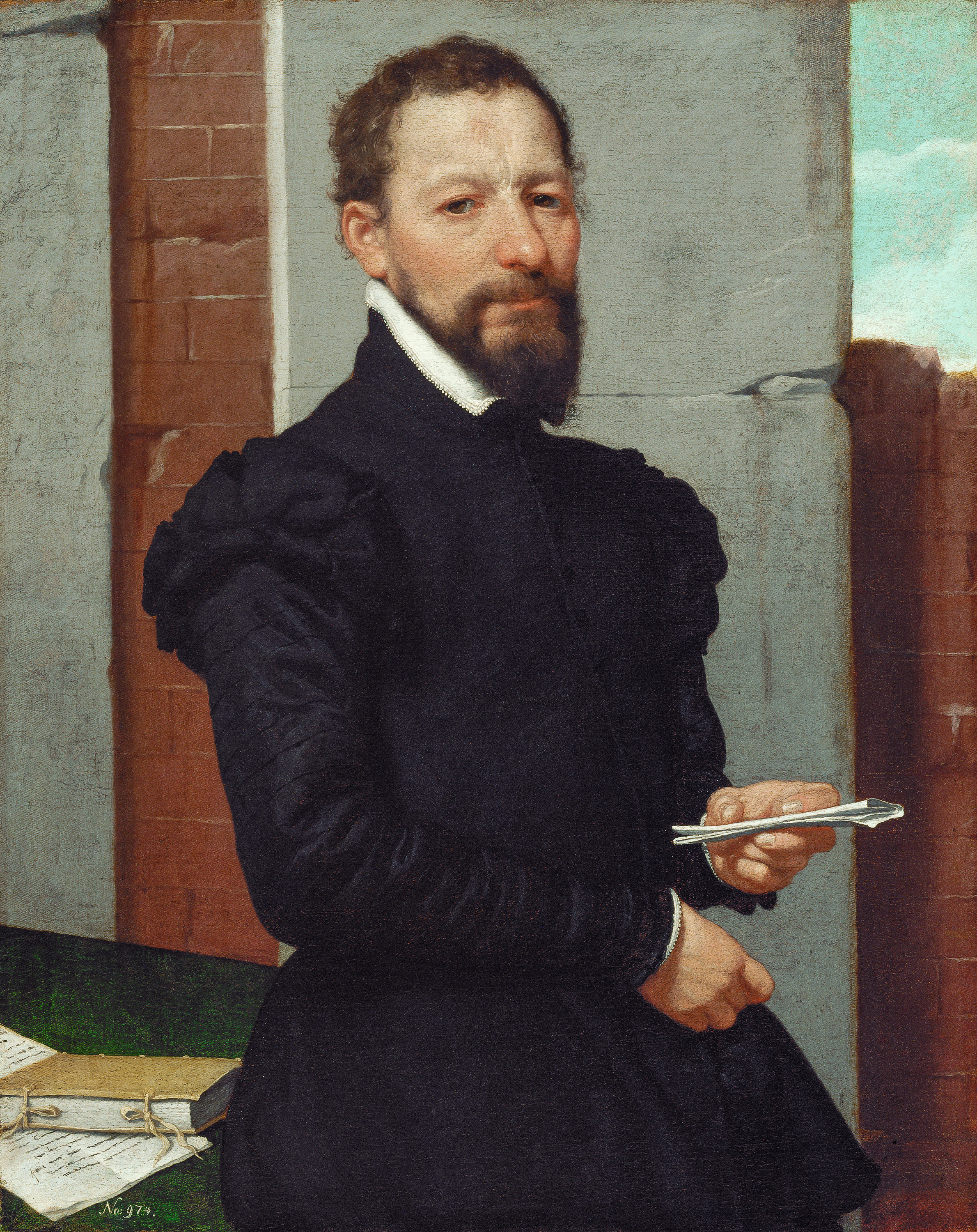
Giovanni Battista Moroni – Der Orator Giovan Pietro Maffeis (1533–1603), Professor für Rhetorik an der Universität von Genua

Die Universität Genua (italienisch: Università degli Studi di Genova; lat.: Genuense Athenaeum) ist eine staatliche Universität in der norditalienischen Hafenstadt Genua in der Region Ligurien. Insgesamt sind rund 32.000 Studierende eingeschrieben und circa 2.460 Personen in der Forschung und Lehre angestellt. Die Universität Genua wurde per päpstlicher Bulle durch Papst Sixtus IV. im Jahre 1471 gegründet und besitzt heute Fakultäten sowohl in Genua als auch entlang der ligurischen Küste in Imperia, Savona und La Spezia.
Bei der Bewertung der italienischen Universitäten kam die Universität Genua auf nationaler Ebene auf den fünften Platz (bei einer Gesamtzahl von 65 staatlicher Universitäten). Das italienische Pendant zur deutschen Exzellenzinitiative sieht damit einen finanziellen Bonus in Höhe von circa 4,5 Millionen Euro für die Universität vor.

## Geschichte
Bereits im 13. Jahrhundert existierten in Genua Akademien, die Abschlüsse in den Bereichen Rechtswissenschaft, Theologie, Medizin und Kunst anboten. Die Akademie für Theologie wurde 1471 mittels einer Bulle des damaligen Papstes Sixtus IV. offiziell anerkannt. Einige Jahre später, 1481, veröffentlichte der Ältestenrat das Statut der medizinischen Akademie.
1569 übertrug der Senat der Republik Genua die Verwaltung der einzelnen Akademien dem ansässigen Jesuitenorden. Dieser hatte derzeit seinen Sitz in der Nähe der alten San Girolamo Del Rosso- Kirche und im Begriff seine Ländereien auszuweiten, wovon die nun angeschlossenen Akademien profitierten. Es entstand, unter Leitung des Architekten Bartolomeo Bianco, das heutige Hauptgebäude der Universität, das 1640 seinen Betrieb aufnahm.
Nach dem Jesuitenverbot 1773 befasste sich ein eigenes Komitee mit der Neuorganisation der Hochschulen. Die verschiedenen Lehrkurse wurden nach Hochschulbildung (Kanonisches Recht, Philosophie, Zivilrecht, Theologie, Logik und Metaphysik und Physik) und Grundschulbildung (Rhetorik, Lesen und Schreiben) unterteilt.
Während der französischen Besetzung unter Napoleon Bonaparte wurde die Hochschullehre weiter in Fachschulen untergliedert. Es entstanden eigene Fakultäten für Recht, Medizin, Physik und Mathematische Wissenschaften, Handel, Sprachen und Literatur sowie für Chemie. Die Universität selbst wurde der imperialen Universität von Paris angegliedert. Sie wurde erst 1812 wieder unabhängig.
Nach dem Fall Napoleons beauftragte die provisorische Regierung der Republik ein Komitee mit der Ausrichtung der Hochschullehre. Beim Wiener Kongress 1815 wurde beschlossen, die Universität von Genua dem Königreich Sardinien anzuvertrauen. Damit erhielt die Universität die gleichen Rechte und Privilegien wie die Universität von Turin. Aufgrund politischer Zwischenfälle war die Universität zwischen 1821 und 1823 sowie zwischen 1830 und 1835 geschlossen.
1870 wurden die ersten Technischen Institute eröffnet: Die Königliche Marineschule und die Königliche Handelsschule, die 1936 als Fakultäten für Ingenieurwissenschaften und Wirtschaftswissenschaften in die Universität von Genua aufgenommen wurden.
Im späten 20. Jahrhundert expandierte die Hochschule rapide. Es entstanden neue regionale Campus. 1996 zog ein Teil der Institute nach Savona in eine restaurierte Armeekaserne um. Der Kampus dort umschließt die Fachabteilung für Ingenieurwesen und Wirtschaft und expandierte mit Laboratorien für Simulation, Logistik und Industrieingenieurwesen.
Im Januar 2001 wurde ein „Institutional Review of University of Genoa“ von der Europäischen Rektorenkonferenz (CRE) herausgegeben. In diesem wird die Förderung externer Professuren und einer internationalen Studentenschaft begründet.

## Fakultäten
Die Universität gliedert sich in 11 Fakultäten.
- Fakultät für Architektur
- Fakultät für Ingenieurwissenschaften
- Fakultät für Kunst und Philosophie
- Fakultät für Mathematik, Physik und Naturwissenschaften
- Fakultät für Medizin und Chirurgie (angeschlossen an das Ospedale San Martino)
- Fakultät für Moderne Sprachen und Literatur
- Fakultät für Pädagogik
- Fakultät für Pharmazie
- Fakultät für Politikwissenschaften
- Fakultät für Rechtswissenschaften
- Fakultät für Wirtschaftswissenschaften

## Istituto di Studi Superiori
Zur Förderung besonders begabter Studierender gründete die Universität 2013 das Istituto di Studi Superiori.

## Namhafte Dozenten
- Evandro Agazzi (* 1934), Philosoph
- Ubaldo Barbieri, Geophysiker
- Flavio Baroncelli, Philosoph
- Carlo Becchi (* 1939), Physiker
- Alberto Maria Bedarida, Mathematiker
- Arciero Bernini, Physiker
- Gerolamo Boccardo (1829–1904), Nationalökonom und Politiker
- Stanislao Cannizzaro (1826–1910), Chemiker und Politiker
- Edgardo Ciani, Mathematiker
- Francesco Della Corte, Romanist
- Fausto Cuocolo, Jurist
- Giacomo Devoto (1897–1974), Sprachwissenschaftler
- Carlo Freccero, Drehbuchautor
- Elio Gioanola, Romanist
- Corrado Maltese, Kunsthistoriker
- Renato Mannheimer, Meinungsforscher
- Joy Marino, Informatiker
- Ettore Pancini, Physiker
- Carlo Pucci (1925–2003), Mathematiker
- Edoardo Sanguineti (1930–2010), Schriftsteller
- Antonio Scarpa, Ethnologe
- Michele Federico Sciacca (1908–1975), Philosoph
- Antonio Tabucchi (1943–2012), Sprachwissenschaftler
- Eugenio Giuseppe Togliatti (1890–1977), Mathematiker
- Adalberto Vallega, Präsident der Internationalen Geographischen Union (2004–2006)
- Philipp Wündrich (* 1980), Architekt
- Enrico Molteni (* 1969), Architekt
- Michel Carlana, Architekt

## Namhafte Studenten
- Alberto Alessio, Geophysiker
- Enrico Bellone, Physiker
- Felice Romani (1788–1865), Autor und Librettist
- Benedikt XV. (1854–1922), Papst
- Paolo Fresco, Direktor von FIAT (1998–2002)
- Franco Malerba (* 1946), Astronaut
- Raffaele Mattioli, Ökonom
- Angelo Nessi (1873–1932), Schweizer Journalist und Librettist
- Sandro Pertini (1896–1990), Präsident der Republik Italien
- Achille Pesce, Journalist
- Claudio Scajola (* 1948), Politiker
- Angelo Bagnasco (* 1943), Erzbischof von Genua und Präsident der Italienischen Bischofskonferenz